# Sonsai
Sonsai, ou Kimura Kenkadō (木村 蒹葭堂), de son vrai nom: Kimura Kōkyō, surnom: Seishuku, noms de pinceau: Sonsai et Kenkadō est un peintre japonais du XVIIIe siècle. Né en 1736 à Osaka, il décède en 1802.

## Biographie
Sonsai est un peintre de paysages; il appartient à l'école Nanga (peinture de lettré). Ses œuvres sont très appréciées par la suite par Chikuden.

## La peinture de genre (XVIe–XVIIIesiècles)
Rejeté : tel se voit, en cette époque difficile, Sonsai qui explore avec une heureuse nonchalance les sentiers écartés. Propriétaire d'une brasserie, il est dépouillé de tous ses biens et condamné à l'exil pour avoir distillé plus d'alcool que ne lui permet la loi. Qu'à cela ne tienne, il s'adonne à la peinture. Formé dans sa jeunesse par Taiga lui-même, il fréquente et apprécie le déconcertant Gyokudō. Tani Bunchō laisse de lui un portrait étonnant (au Musée d'Osaka) : un crâne minuscule surmontant un faciès respirant l'intelligence ; un nez immense, un menton en galoche, une vaste bouche rigolarde ; des traits grossiers, mais des yeux délicieux, rivalisant d'indulgence et d'ironie.